# Liste antiker Ortsnamen und geographischer Bezeichnungen/Ux
| Lateinischer Name                           | Griechischer Name | Beschreibung                          | Heute                                                             | Quellen und Verweise | Lage |
| ------------------------------------------- | ----------------- | ------------------------------------- | ----------------------------------------------------------------- | -------------------- | ---- |
| Uxacona                                     |                   | Siedlung in Britannien                | bei Oakengates in Shropshire, England                             | Smith;               |      |
| Uxama                                       |                   |                                       |                                                                   | Smith;               |      |
| Uxamabarca                                  |                   |                                       |                                                                   | Smith;               |      |
| Uxantis Insula                              |                   |                                       |                                                                   | Smith;               |      |
| Uxella                                      |                   |                                       |                                                                   | Smith;               |      |
| Uxellodunum                                 |                   | Stadt der Cadurker in Gallien         | wahrscheinlich in der Nähe des heutigen Vayrac im Département Lot | Smith;               |      |
| Uxellodunum, Uxelodunum, Uxelodum, Petriana |                   | Kastell am Hadrianswall in Britannien | Stanwix bei Carlisle in Cumbria, England                          | Smith;               |      |
| Uxellum                                     |                   |                                       |                                                                   | Smith;               |      |
| Uxentum                                     |                   |                                       |                                                                   | Smith;               |      |
| Uxentus                                     |                   |                                       |                                                                   | Smith;               |      |
| Uxii                                        |                   |                                       |                                                                   | Smith;               |      |